# Marina Golbahari

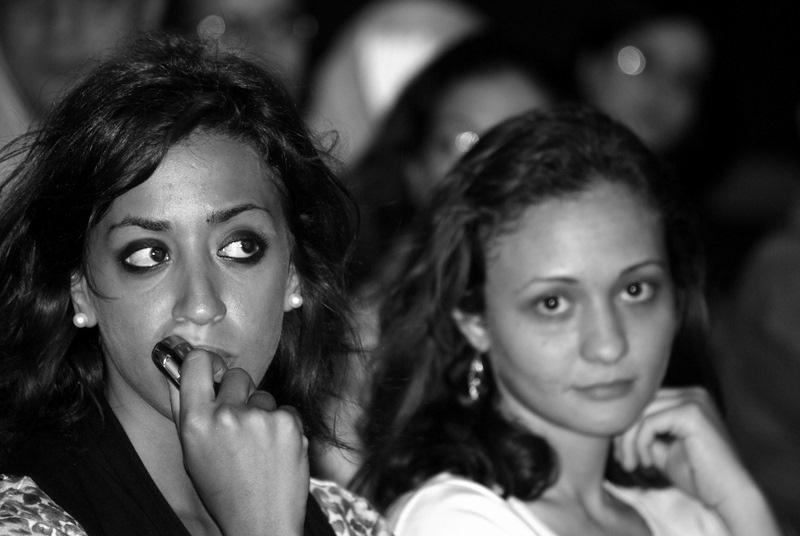
Marina Golbahari (a sinistra) al Festival di Cannes 2019 con sua sorella

Marina Golbahari (Kabul, 10 marzo 1992) è un'attrice afghana.

## Biografia
Marina Golbahari è nata in una famiglia in condizioni di estrema povertà, dovuta alla distruzione, da parte dei talebani, del negozio di musica dei suoi genitori. Questa situazione l'ha condotta ad iniziare a mendicare per le strade di Kabul da bambina, non potendo i genitori di lei permettersi di mandare a scuola i propri figli. È però proprio per strada che la sua vita cambia per sempre: infatti è proprio qui che il pluripremiato regista afghano Siddiq Barmak la sceglie dopo averla vista mendicare per le strade per interpretare il ruolo della protagonista "Osama" nell'omonimo film del 2003 di Barmak. Esso diviene uno dei film in lingua araba di maggiore successo della storia, tanto da vincere anche il Golden Globe nella categoria Miglior film straniero nell'edizione 2004.
Di conseguenza Marina, all'epoca di solamente 11 anni, diventa così famosa da venire lodata da molti critici in tutto il mondo per la sua performance definita "straordinaria", per la sua giovanissima età. Ad esempio, Richard Nilsen, scrivendo per il New York Times, ha commentato che "non vi è assolutamente nessuna mancanza nella recitazione di Marina Golbahari, ma anzi la sua età la rende ancora più eccezionale".
Così Marina riesce finalmente a far uscire la propria famiglia dalla povertà, e da adulta a trasferirsi a Parigi per studiare e perseguire la carriera da attrice, divenuta la sua passione.

Marina Golbahari a 11 anni nel film Osama (2003)

In seguito ad Osama, Golbahari ha recitato come protagonista in un altro intenso dramma di successo di Siddiq Barmak, Opium War, nonché nell'opera teatrale del 2012 intitolata Shakespeare in Kabul, di Qais Akbar Omar e Stephen Landrigan, una rivisitazione inquadrata nell'Afghanistan di oggi della commedia Pene d'amor perdute, di William Shakespeare.

## Vita privata
Marina Golbahari è sposata con lo sceneggiatore anch'egli afghano Noorullah Azizi, e i due vivono assieme a Parigi. L'attrice è una fervida sostenitrice dei diritti delle donne nel mondo arabo.

## Filmografia[11]

### Cinema
- Osama, regia di Siddiq Barmak (2003)
- Kurbani, regia di Mohammad Hossein Latifi (2004) - cortometraggio
- Zolykha's Secret, regia di Horace Shansab (2006)
- Opium War, regia di Siddiq Barmak (2008)
- Act of Dishonour, regia di Nelofer Pazira (2010)
- KhakoMarjan, regia di Masoud Atyabi e Kianoush Ayari (2013)
- Mina Walking, regia di Yosef Baraki (2015)
- Bacha Posh, regia di Katia Scarton-Kim (2018)

### Teatro
- Shakespeare in Kabul, regia di Qais Akbar Omar e Stephen Landrigan (2012)

## Riconoscimenti
- Cinemanila International Film Festival
  - 2003 - Miglior attrice rivelazione per Osama[12]